# Distrito de Dagana
El Distrito de Dagana es uno de los veinte distritos (dzongkhag) en que se divide Bután. Cubre un área de 1.534 km² y albergaba una población de 18.222 personas en 2005, mientras que en 2019 contaba con 25.300 habitantes. Su capital es Dagana.

## Geografía

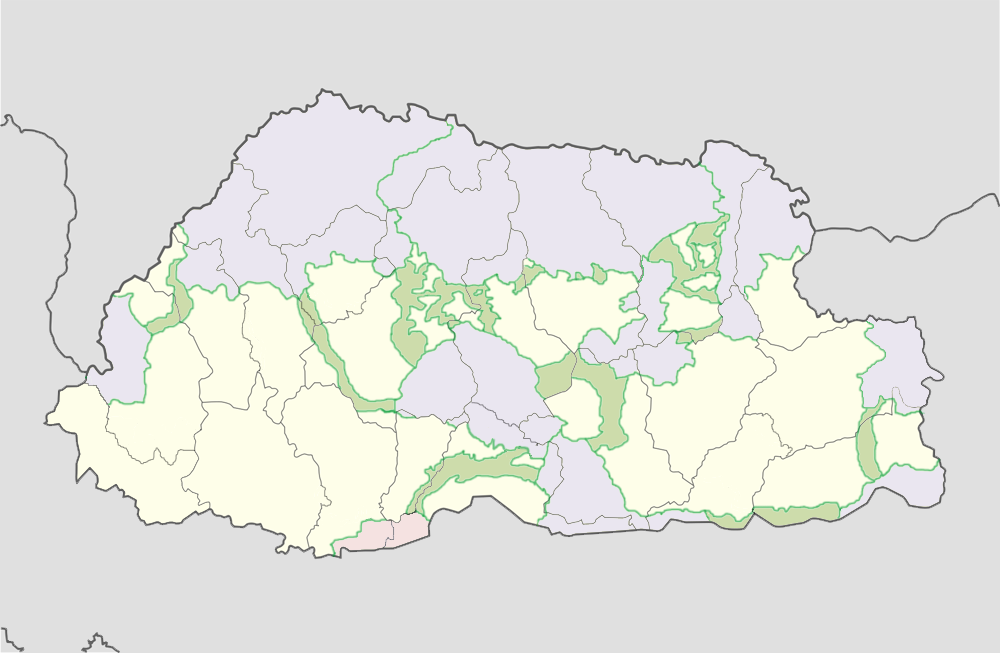
Localización del parque natural de Phibsoo (resaltado en rosa)

Dagana es una región verde, y más del 80% del distrito está cubierto de bosques. Como la mayoría de los distritos de Bután, Dagana contiene áreas protegidas ambientalmente. En el sureste de Dagana, a lo largo de la frontera con la India, se encuentra la mitad occidental del Santuario de la naturaleza de Phibsoo, que cubre partes de los gewogs de Karmaling, Lhamoy Zingkha y Nichula. Phibsoo no cuenta con habitantes.

## Historia
El lugar recibió su nombre del histórico Daga Trashiyangtse dzong, que fue establecido en 1651 por Shabdrung Ngawang Namgyal, el primer hombre en unificar Bután. Este lugar histórico todavía funciona como el centro de administración del distrito en la actualidad. El 26 de abril de 2007, el Dungkhag (subdistrito) Lhamoy Zingkha, parte del distrito de Sarpang fue anexado a Dagana, teniendo un impacto en tres gewogs (Lhamoy Zingkha, Deorali y Nichula (Zinchula) y la ciudad de Lhamoy Zingkha, que formaba la parte más occidental de Sarpang y ahora forma la parte más meridional del dzongkhag de Dagana.

## Economía
La actividad económica principal de la región es la agricultura. Los cultivos más extendidos son las naranjas y el arroz. Aproximadamente el 33% de los habitantes es de clase baja, mientras que el 10% vive bajo pobreza extrema.

## Municipios
El distrito de Dagana está dividido en catorce municipios (gewogs):
- Dorona
- Drujegang
- Gesarling
- Goshi
- Kana
- Karmaling
- Khebisa
- Lajab
- Lhamoy Zingkha
- Nichula
- Tashiding
- Tsangkha
- Tsendagana
- Tseza